# منطقه تلدو
منطقه تلدو (به عربی: منطقه تلدو) یک منطقه در سوریه است که در حمص واقع شده‌است.

## خصوصیات
منطقه تلدو ۲۶۴٫۱ کیلومترمربع مساحت و ۹۰٬۱۳۹ نفر جمعیت دارد.